# Josef Ternström
Carl Josef Ternström (Gävle, Gästrikland, 4 de desembre de 1888 – Söderala, Söderhamn, 2 de maig de 1953) fou un atleta suec que va competir a començament del segle xx.
El 1912 va prendre part en els Jocs Olímpics d'Estocolm, on guanyà la medalla d'or en la prova de cros per equips del programa d'atletisme. En el cros individual acabà cinquè.

## Millors temps
- 1.500 metres. 4' 11.2" (1916)
- Milla. 4'31.8" (1907)
- 5.000 metres. 15' 19.2" (1918)
- 10.000 metres. 32' 05.2" (1915)[3]